# Маріка-крихітка
Ма́ріка-крихітка (Cinnyris minullus) — вид горобцеподібних птахів родини нектаркових (Nectariniidae). Мешкає в Західній і Центральній Африці.

## Опис
Марика-крихітка є найменшим представником роду Cinnyris. У дорослого самця голова, спина і горло зелені, металево-блискучі, крила темно-коричневі, надхвістя синє, металево-зелене, хвіст чорний з пурпурово-синім відблиском. Груди яскраво-червоні, над грудьми вузька синя смуга, живіт оливковий. У дорослої самиці голова і верхня частина тіла оливково-коричневі, крила і хвіст темно-коричневі, над очима оливково-жовті «брови», горло сіре, нижня частина тіла оливково-жовта. Очі темно-карі, дзьоб і лапи чорні. Молоді птахи подібні до самиць.

## Поширення і екологія
Маріки-крихітки поширені від Сьєрра-Леоне і Ліберії до Уганди, Демократичної Республіки Конго і Габону, а також на острові Біоко. Вони живуть у вологих рівнинних тропічних лісах, в саванах, на полях і плантаціях, в парках і садах. Живляться нектаром, насінням і павуками.